# Yacob Jarso

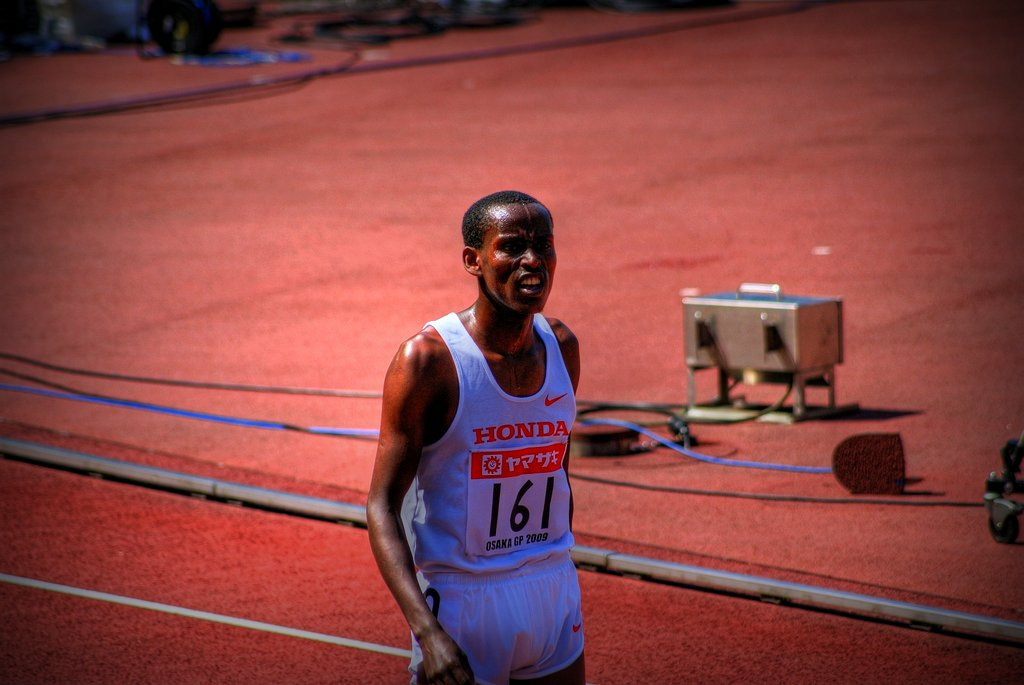

Yacob Jarso, född den 5 februari 1988, är en etiopisk friidrottare.
Jarso tävlar i medeldistanslöpning, hinderlöpning och maraton.
Jarsos första mästerskapsstart var vid Olympiska sommarspelen 2008 där han slutade på fjärde plats på 3 000 meter hinder på det nya personliga rekordet 8.13,47. Tiden var även nytt etiopiskt rekord på distansen.
I 2014 slog han personligt rekord i maratonloppet i Seoul i Sydkorea med tiden 2.06.17.